# Antanas Mončys
Antanas Mončys-Moncevičiusest un artiste sculpteur lituanien, né le 8 juin 1921 à Mončiai en Lituanie et mort le 10 juillet 1993 à Paris dans le 19e arrondissement.

## Biographie
Antanas Mončys est né en 1921 dans le village de Mončiai, région de Samogitie, dans le nord-ouest de la Lituanie. Ses parents sont agriculteurs. En 1941, il est diplômé du Pranciškonų Gymnazija (lycée franciscain) de Kretinga et de 1941 à 1943, il étudie l'architecture à l'Université Vytautas-Magnus de Kaunas, de 1941 à 1943.

### Exil en Allemagne, la naissance d'une vocation
Comme grand nombre des Lituaniens de sa génération, à l’automne 1944, à l’arrivée de l’Armée rouge, il est contraint de quitter son pays. Son exil commence par un long périple dans l’Allemagne bombardée puis occupée. Il est hébergé dans différents camps de personnes déplacées en Bavière et survit en effectuant des travaux agricoles et forestier.
En 1946, à Munich, il rencontre le sculpteur lituanien Vytautas Kašuba (lt), et sa femme, Aleksandra, qui lui trouvent "des mains de forgeron", apprécient ses petites sculptures sur bois, lui donnent quelques cours de dessin et le persuadent de devenir sculpteur. De 1947 à 1950, il étudie la sculpture à l'École des Arts et Métiers de Fribourg (alors en zone d'occupation française) dirigée par Vytautas Kazimieras Jonynas, où les professeurs font tous partie de l'élite artistique lituanienne en exil. Il y apprend la sculpture auprès d'Aleksandras Maciulionis et obtient son diplôme en section sculpture et une bourse du gouvernement français pour poursuivre ses études en France.

### Arrivée et début de carrière en France
En automne 1950 il arrive à Paris et décide d'étudier auprès d'Ossip Zadkine, à l'Académie de la Grande-Chaumière. Pendant huit mois, dans ce lieu, grâce à l'enseignement de Zadkine qui invite ses élèves à interpréter librement ses consignes et à s'éloigner de l'anatomie, il s'affranchit du néoclassicisme de l'école de Fribourg et affirme son propre style.
En 1952 il choisit de voler de ses propres ailes, continue d’apprendre au gré de ses promenades dans Paris et de sa découverte de l’avant-garde artistique. Il participe à ses premières expositions collectives.

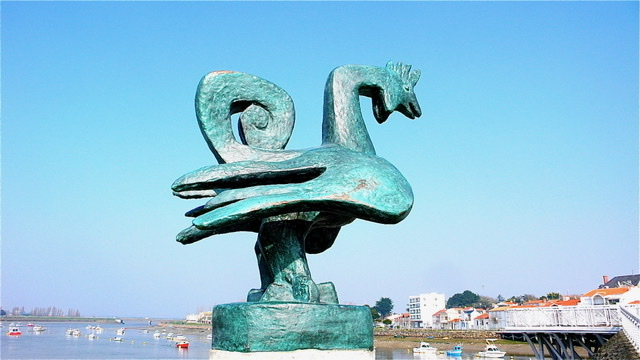
"Le Coq" - Saint-Gilles-Croix-De-Vie - 1957

À cette époque, première commande publique obtenue grâce aux recommandations de son grand ami peintre et décorateur, Francis Turbil : plusieurs sculptures pour l'église Saint-Marcel de Laon. Le curé souhaite un chemin de croix novateur et Mončys, à travers ses 14 stations en pierre, va choisir d’accorder une centralité à la figure du Christ et à ses émotions. Suivent ensuite une statue de saint Joseph et de la Madone. Il exécute plusieurs œuvres et commandes pour des notables de la ville de Laon. En 1952 il réalise sa première pierre tombale pour Veronika Karvelienė-Bakšytė, elle aussi lituanienne exilée en France. En 1953 il rencontre et épouse Florence Martel, fille du sculpteur Jan Martel. Les liens des frères Martel avec la Vendée lui permettent d'obtenir une nouvelle commande publique : un coq pour la ville de Saint-Gilles-Croix-De-Vie. De 1955 à 1957, il restaure et conçoit plusieurs gargouilles et chimères de la cathédrale de Metz avec Jan et Joël Martel. En ce même lieu, Marc Chagall crée des vitraux.

### Une production vaste et diversifiée

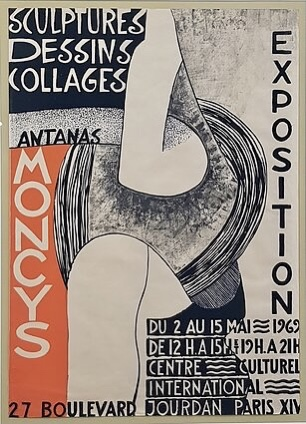
Affiche d'exposition Antanas Mončys, CIUP, 1969

De 1958 à 1973, dans son atelier du 78 rue de Sèvres à Paris, chez les frères des Écoles Chrétiennes, à travers une période de création sculpturale prolifique, il explore simultanément différents matériaux, techniques, motifs et thèmes, tout en gardant une prédilection pour la taille directe.
De 1973 à 1988, il obtient un nouvel atelier, plus vaste, dans l’enceinte de la Cité internationale universitaire (CIUP), boulevard Jourdan, à Paris. En parallèle de son travail de création, il enseigne la sculpture dans le cadre de cet atelier. De 1982 à 1992, il dirige également des stages d’été de sculpture, en France et en Allemagne (Sommerakademie), principalement en Sarre.

### Dernière période et transmission de son œuvre
En 1989 il revient pour la première et dernière fois en Lituanie où il retrouve famille et amis le temps d'un séjour de deux mois. En 1991, après la restauration de l’indépendance de son pays, Antanas Mončys peut retrouver sa nationalité lituanienne, mettant fin à son statut d'apatride qui l’aura accompagné près de cinquante années (il n’a jamais demandé la nationalité française). 

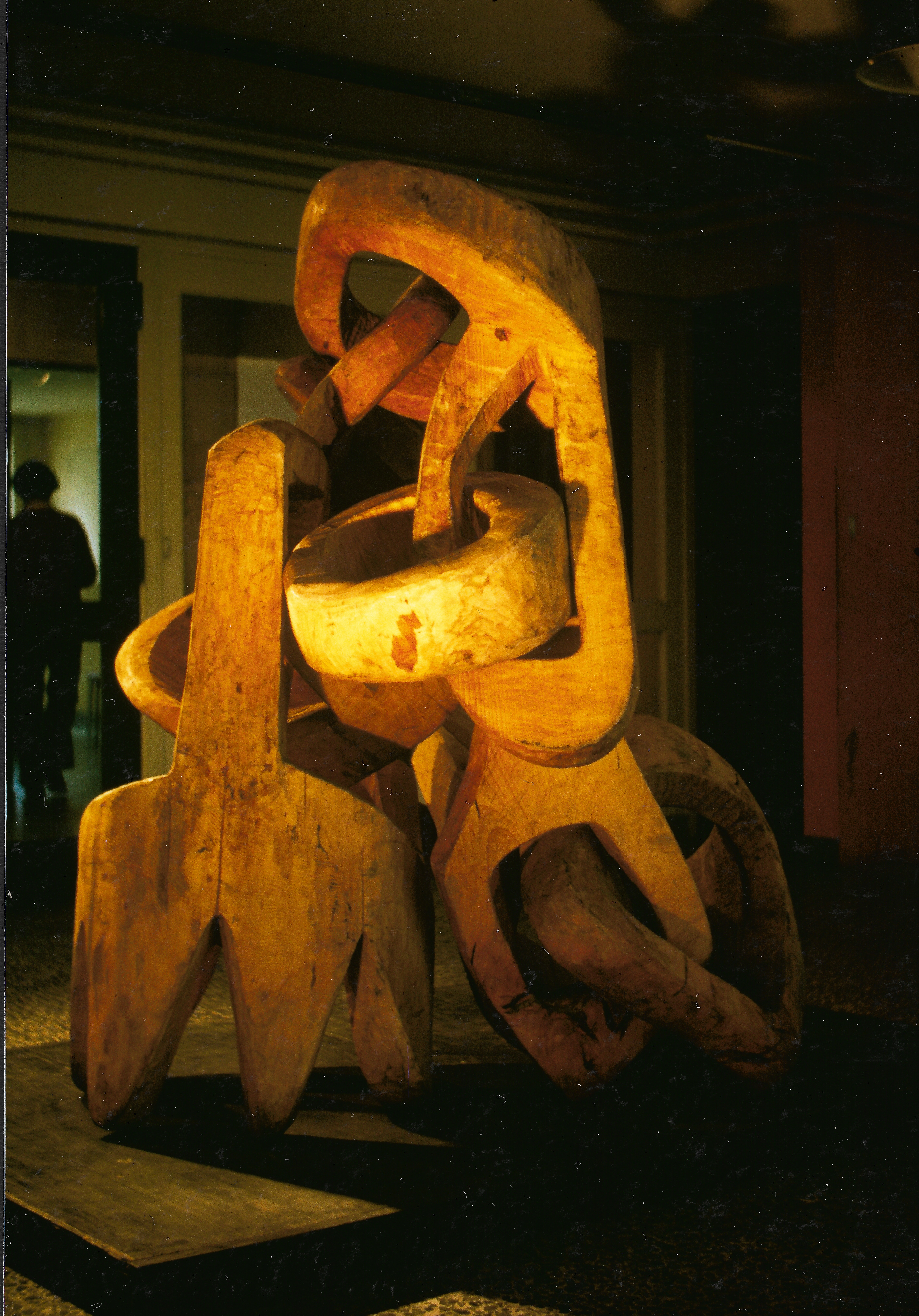
"La Chaine Mère" Tilleul - 1969 - Maison Musée AM de Palanga

En 1992, l’artiste, apprécié et reconnu en Lituanie, lègue une cinquantaine de ses œuvres majeures à la ville de Palanga, qui n’a alors ni lieu d’exposition ni réserves adaptés. Après sa mort, le 10 juillet 1993, une fondation est créée (A. Mončio Fondas). Elle travaille à la conservation et à la diffusion de ses œuvres. En juillet 1999, la Maison-Musée Antanas Mončys est inaugurée dans la cité balnéaire de Palanga en Lituanie. Ses œuvres y sont exposées de façon permanente dans un espace spécialement rénové à cet effet. Une visite en 3D du musée est disponible sur son site internet.
De son vivant Antanas Mončys a participé à plus de 80 expositions collectives et salons et à 21 rétrospectives individuelles. Exposées principalement en France, ses œuvres ont été présentées en Allemagne, aux États-Unis, en Australie, en Belgique, en Italie et à Monaco.
Considéré en Lituanie comme l’un des artistes majeurs de sa génération, de nombreuses publications et ouvrages lui sont consacrés. Les collections du musée se sont enrichies de dons de collectionneurs, d’œuvres restaurées, d’archives familiales. En 2021, à l’occasion du centenaire de sa naissance, tant autour du Musée, qu’à Vilnius, et ailleurs, de nombreux événements, soutenus par le ministère de la culture de Lituanie, ont contribué à faire connaitre Antanas Mončys d’un plus vaste public.

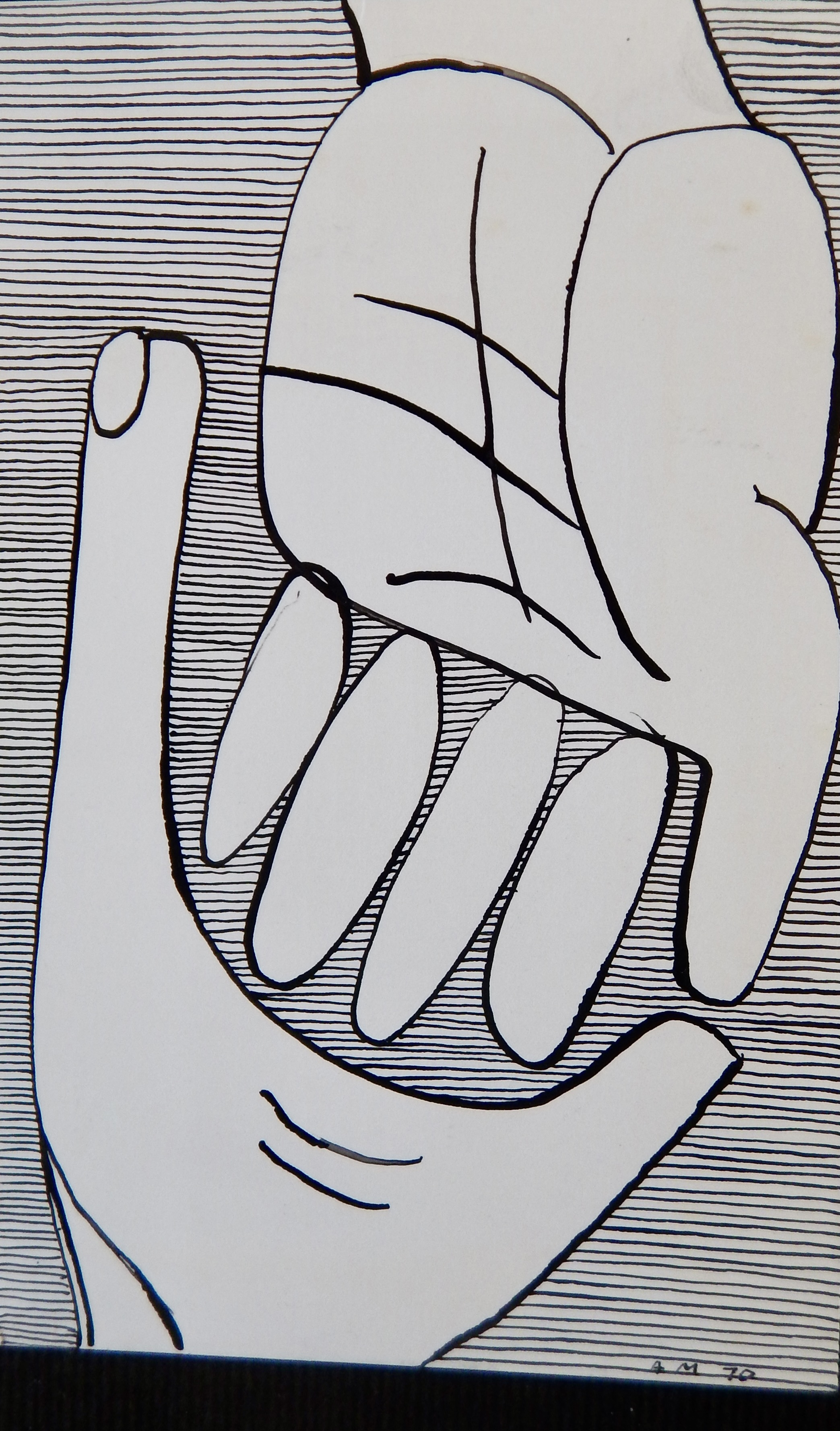
Études de mains - carton A4 - vers 1975

## Processus créatif
Mončys travaille une multitude de matériaux. La pierre et le bois sont omniprésents dans ses sculptures mais il a aussi sculpté l'os, le plomb, le fer et divers métaux. Ses sifflets et de nombreuses statuettes sont en terre cuite, ses collages sont réalisés à partir de différents cartons et papiers récoltés à droite à gauche, et ses masques et bijoux mêlent des matières diverses. Le motif du corps humain est omniprésent dans son œuvre. Il n'achète jamais ses matériaux mais compose avec ce qu'il trouve et ce qu'on lui donne, accumule les pièces jusqu'à ce que le dessin surgisse et que la transformation s'impose. Il travaille ainsi avec les matériaux et non contre.

Dans une interview, Mončys explique d’abord créer une première esquisse de l’idée qu’il a en tête, avant d’en faire un premier prototype en glaise pour enfin la réaliser dans son matériau final. Il redessine plusieurs fois le prototype, le travaille, jusqu'à arriver à quelque chose de satisfaisant. 
« Je n'ai pas fait mes sculptures, je les ai mises au monde » 

### Évolution de son œuvre

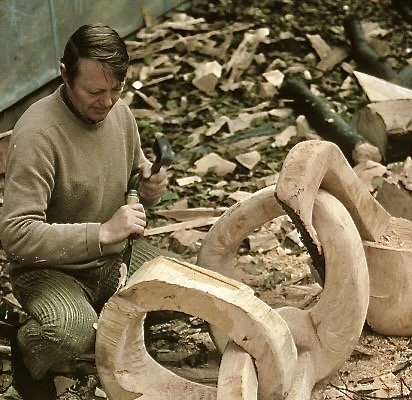
A.M. taillant une chaine en bois - 1979 - Allemagne

Les années 1950 correspondent à la période la plus figurative de l'artiste qui utilise déjà des matériaux bruts et joue avec les vides. Il travaille alors surtout les sujets religieux et les figures humaines. C'est aussi la période de ses commandes publiques pour l'église de Laon et la ville de Saint-Gilles-Croix-De-Vie.
Les années 1960, sont une période d'émancipation du figuratif où il produit ses œuvres les plus abstraites. Il travaille beaucoup la forme et les volumes. C'est aussi à cette époque qu'il développe ses dessins et commence ses collages. Il réalise, en 1963, sa première chaîne en pierre calcaire.
Dans les années 1970, il travaille des lignes plus épurées, polit ses matériaux et simplifie ses compositions. Il revient aussi vers des formes un peu plus figuratives. Il découvre, à ce moment, les sculptures permutatoires (ou recomposables) qu'il explore à travers le motif de la chaînette de bois, souvenir de son enfance. La plus grande des chaînes, six mètres de longueur, la Chaîne Mère, taillée dans un tilleul, composée de cinq anneaux taillés dans la masse représente une prouesse technique et l'un des chefs-d'œuvre de Mončys. Ces chaînes en bois s’imposent comme un motif récurrent dans cette période de création.

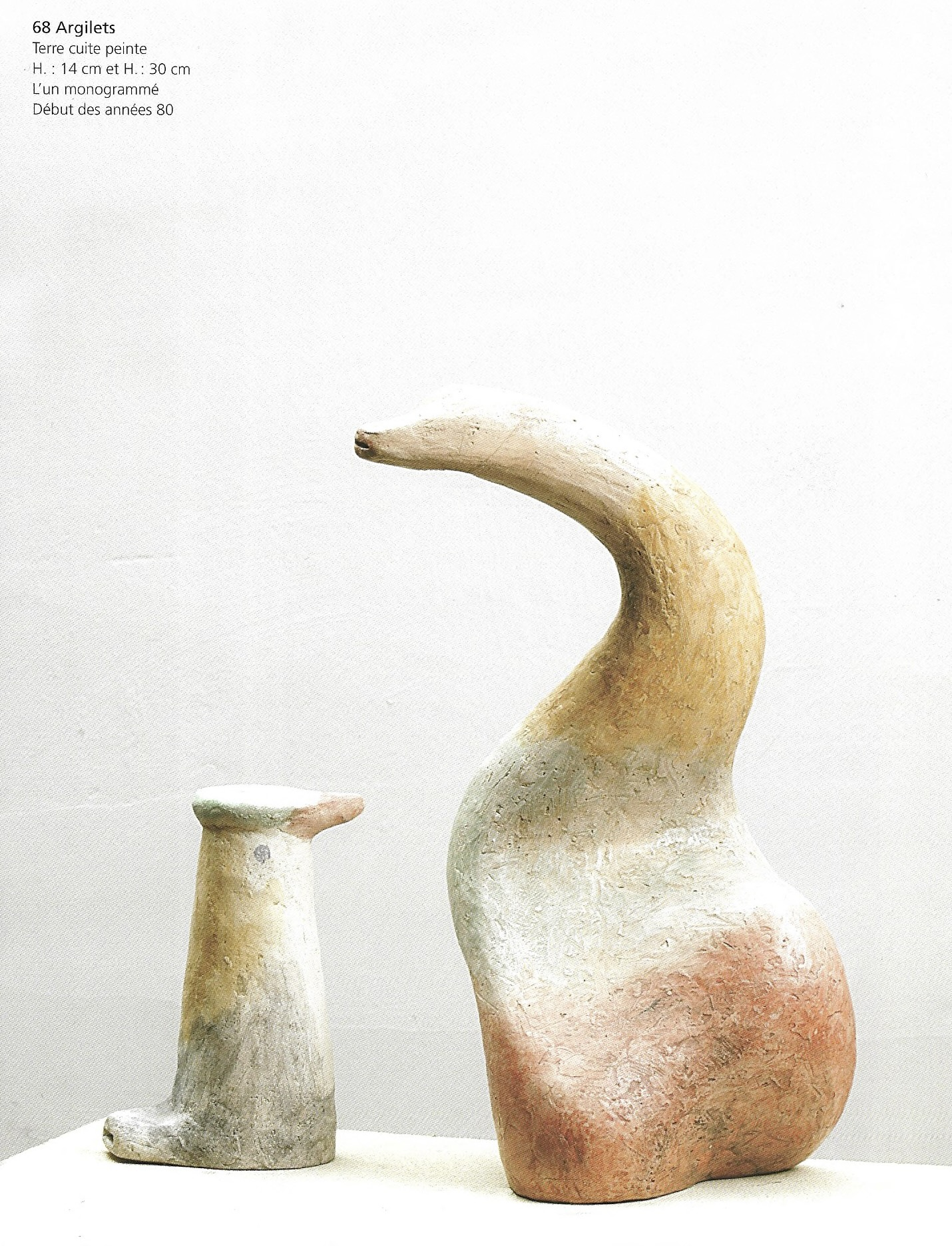
Argilets, Antanas Mončys, vers 1980

Les années 1980 sont marquées par un retour vers des souvenirs de son enfance en Lituanie et par l'ajout du ludique dans ses œuvres. Ses collages et aquarelles prennent de nouvelles couleurs, plus vives. Il développe notamment, depuis le milieu des années 1970, les sifflets et les masques en souvenir de son enfance. Mončys réinterprète les argilets, ces petits sifflets en argile en forme d'animaux, de têtes ou de figures mythologiques, pour qu'ils puissent fournir toute une gamme de sons différents. Il en fait de réels instruments complexes, à l'esthétique travaillée, pouvant accueillir jusqu'à trois musiciens à la fois. Il en est de même pour sa production de masques qui s'inspirent des lycynos samogitiens utilisés pour Mardi-Gras. Les œuvres de Mončys sont dès lors faites pour être touchées, manipulées, utilisées et prennent vie dans les mains des visiteurs.